# Anisodes biformis
Anisodes biformis là một loài bướm đêm trong họ Geometridae.